# غلامرضا رمضانی
غلامرضا رمضانی (زاده ۱۳۳۹ - اراک) کارگردان و فیلم‌نامه‌نویس حوزه کودکان و نوجوانان اهل ایران است. او در دوره ی متوسطه بازیگری تئاتر را دنبال کرد و سپس نویسندگی و کارگردانی چند تئاتر را انجام داد. پس از پایان تحصیلات متوسطه، در سینما به عنوان مدیر تدارکات، دستیار کارگردان، منشی صحنه و تدوینگر فعالیت کرد. اولین فیلم کوتاه خود را در سال 1363 ساخت و در ادامه کارگردانی 14 فیلم کوتاه را به عهده گرفت. او در سال 1372 اولین فیلم سینمایی خود را ساخت. غلامرضا رمضانی تا کنون 10 فیلم سینمایی، 12 سریال تلویزیونی و پنج فیلم تلویزیونی را کارگردانی کرده است.

## فیلم‌شناسی

### تهیه کننده
- سریال تلویزیونی اتاق فردا
- فیلم سینمایی ضربه فنی (1397)

### مدیر تهیه
- دونده (1363)

### بازیگر
- گودال (۱۳۶۵)
- سبز کوچک (1386)
- ضربه فنی (۱۳۹۷)

### کارگردان

#### سینمایی
- ضربه فنی (۱۳۹۷)
- فرار از اردو (۱۳۹۳)
- گنجشکک اشی‌مشی (۱۳۹۲)
- همبازی (۱۳۸۸)
- سبز کوچک (۱۳۸۶)
- قفل‌ساز (۱۳۸۵)
- بازی (۱۳۸۳)
- حیات (۱۳۸۳)
- چرخ (۱۳۷۶)
- عبور از تله (۱۳۷۲)
- دست من (۱۳۶۴)

#### تلویزیونی
- شاهدان کوچک (۱۳۶۹)
- بهاران در بهار (۱۳۷۳)
- آن شب در قطار (۱۳۷۴)
- فرزندم بزرگ شده (۱۳۷۵)
- مدرسه مادربزرگ‌ها (۱۳۷۵)
- گالری ۹ (۱۳۷۶)
- سایه‌ها (۱۳۷۹)
- ماه و سحر (۱۳۷۹)
- دیوانه در شهر (۱۳۸۱)
- سیر و سرکه (۱۳۹۰)
- کلاس سوم ب (۱۳۹۰)
- زن زندگی مرد زندگی (١۴٠٠)

### نویسنده
- ضربه فنی (۱۳۹۷)
- فرار از اردو (۱۳۹۳)
- همبازی (۱۳۸۸)
- سفر مرگ (۱۳۸۷)
- سبز کوچک (۱۳۸۶)
- قفل ساز (۱۳۸۵)
- بازی (۱۳۸۳)
- نوعروس (سریال ۱۳۸۱)
- رستوران خانوادگی (سریال۱۳۸۱)
- چرخ (۱۳۷۶)
- عبور از تله (۱۳۷۲)
- راز چشمه سرخ (۱۳۷۰)

### تدوین
- سهند دریا (۱۳۷۰)

## جوایز

### جوایز داخلی
- بهترین فیلم جشنواره کودکان و نوجوانان برای فیلم ضربه فنی از داوران حوزه هنری   1397
- پروانه زرین بهترین فیلم  از داوران زنده یاد زاون قوکاسیان برای فیلم ضربه فنی از جشنواره فیلمهای کودکان ونوجوانان اصفهان 1397
- پروانه زرین بهترین فیلم بلند نوجوانان برای فیلم ضربه فنی  از داوران کودک و نوجوان جشنواره فیلمهای کودکان و نوجوانان اصفهان 1397
- پروانه زرین بهترین فیلمنامه برای فیلم ضربه فنی در جشنواره فیلمهای کودکان و نوجوانان اصفهان 1397
- پیکره زرین بهترین فیلمنامه برای فیلمنامه حریف سخت از جشنواره فرهنگی ورزشی انقلاب .
- برنده  پنج جایزه جنبی برای ساخت فیلم فرار از قلعه رودخان  از منتقدین اصفهان . داوران آموزش و پرورش . نویسنده گان کودک و نوجوانان ایران . کانون پرورش فکری کودک . شهرداری اصفهان .
- پروانه زرین بهترین کارگردانی فیلم فرار از قلعه رودخان ( اردو ) از جشنواره فیلمهای کودکان و نوجوانان اصفهان سال1393
- جایزه منتقدین ایران برای بهترین کارگردانی به فیلم (   گنجشگک اشی مشی)
- پروانه زرین بهترین کارگردانی برای فیلم ( گنجشگک اشی مشی ) سال 1392
- جایزه بهترین فیلمهای جام جم برای تله فیلم ( عملیات کرکس ) از جشنواره فیلمهای جام جم
- جایزه برای فیلمنامه تله فیلم ( عملیات کرکس ) در سال 1391 از جشنواره فیلمهای کودکان و نوجوانان همدان .
- فیلم های (شب نشینی) و ( کلاس سوم ب ) کاندید بهترین فیلم و بهترین کارگردانی و بهترین فیلمنامه نویس جشنواره اصفهان شد و پروانه زرین ویژه هیت داوران را برای بهترین کارگردانی هر دو فیلم  سال 1389
- جایزه بهترین فیلم کودک و نوجوان  در اولین دوره جشنواره فیلم کیش فیلم  برای تله فیلم (دم زری).
- فیلم (حیات) بعنوان بهترین فیلم چهل دوره جشنواره  فیلم رشد انتخاب شد.
- پروانه زرین بهترین کارگردانی  برای فیلم ( همبازی ) از جشنواره فیلمهای کودک و نوجوان همدان 1388
- پروانه زرین برای بهترین فیلم و پروانه زرین بهترین فیلمنامه از جشنواره فیلم کودک و نوجوان همدان 1386   برای فیلم ( قفل ساز ) .
- سه جایزه مهم جنبی جشنواره فیلم فجر برای فیلم قفل ساز 1385
- جایزه تندیس زرین جشنواره فیلم رشد 1384(یزد) برای بهترین فیلم (حیات)
- پروانه زرین بهترین کارگردانی و بهترین فیلم از جشنواره کودک و نوجوان اصفهان 1384 برای فیلم ( حیات )
- كتاب سيمين جشنواره فيلم رشد (بيست و نهمين چشنواره فيلم رشد 1379) براي بهترين فيلم آموزشي به فيلم چرخ.
- 1373 عبور از تله جایزه بهترین صحنه آرايي از جشنواره فیلم اصفهان
- سال 1373  فيلم ( عبور از تله ) برنده  تنديس زرين  براي بهترين فيلم  و بهترين فيلمنامه از جشنواره پليسي پيوند  توسط نيروهاي انتظامي
- لوح زرین و تقدیر نامه برای بهترین نمایشنامه نویسی به نمایش رهگذران از جشنواره تئاتر دزفول 1361